# DOAP
 (octobre 2020).
DOAP (extensions .doap) est un format XML servant à décrire les caractéristiques d'une application.
En 2007, plus de 43 000 projets utilisaient DOAP.
DOAP facilite la construction des projets.
L'acronyme DOAP signifie « Description Of A Project »,.